# Pedro Justiniano
Pedro Justiniano, właśc. Pedro Justiniano Almeida Gomes (ur. 18 kwietnia 2000 w Vicenzy) – gwinejski piłkarz angolskiego pochodzenia występujący na pozycji obrońcy w Petrolul Ploeszti oraz w reprezentacji Gwinei Bissau.

## Kariera klubowa
Swoją karierę rozpoczynał w młodzieżowych klubach: Vicenza Calcio, Juventus FC i FC Porto, a na seniorskim szczeblu występował w takich drużynach jak: FC Porto B oraz Académica Coimbra. 10 lipca 2022 podpisał trzyletni kontakt z występującym w Ekstraklasie klubem Radomiak Radom.

## Kariera reprezentacyjna
W 2015 roku występował w reprezentacji Włoch U-15. W latach 2015–2018 grał w młodzieżowych reprezentacjach Portugalii. 17 listopada 2022 zadebiutował w seniorskiej reprezentacji Gwinei Bissau w towarzyskim meczu przeciwko Gabonowi, przegranym 1:3.

## Życie prywatne
Jest synem Angolczyka i Portugalki pochodzenia gwinejskiego. Posiada obywatelstwa Gwinei Bissau, Włoch, Portugalii oraz Angoli.

## Sukcesy
FC Porto U-19
- Liga Młodzieżowa UEFA: 2018/19
- mistrzostwo Portugalii: 2018/19